# Kasteel van Wieze

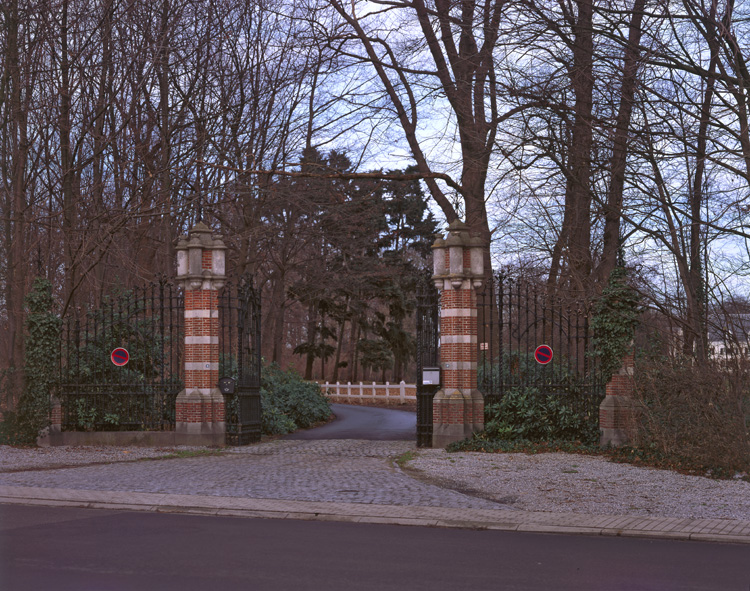
Toegangshek

Het Kasteel van Wieze is het domein van een voormalig kasteel in de tot de Oost-Vlaamse gemeente Lebbeke behorende plaats Wieze, gelegen aan Nieuwstraat 20.

## Geschiedenis
Op deze plaats lag de zetel van de heren van Wieze. In 1151 werd hier voor het eerst melding van gemaakt en toen was het bezit van de familie de Wisne. Begin 15e eeuw kwam het, door huwelijk, in bezit van de familie Van Ideghem. Zij zouden hier een versterking hebben opgericht, waarvan de omgrachting en een enkel hoektorentje nog overblijfselen zijn. Op 16e- en 17e-eeuwse tekeningen werd dit kasteel afgebeeld. Er was onder meer sprake van een waterkasteel dat echter in 1808 zou zijn gesloopt en vervangen door een buitenhuis. Dit werd in 1875 weer afgebroken in opdracht van de toenmalige eigenaar Auguste Fréderique De Clerque-Wissocq. Nu werd er een kasteel gebouwd in Vlaamse neorenaissancestijl. Dit werd vergezeld van koetshuizen en paardenstallen. Ook kwam er een park in Engelse landschapsstijl waarbij de omgrachting tot een stelsel van vijvers werd omgevormd. Er werd ook een ijskelder opgericht.
In 1906 werd Eugène de Kerchove d’Exaerde kasteelheer. Omstreeks 1950 werd het kasteel verkocht en kwamen er achtereenvolgens de artsen Sierens en Cuvelier te wonen. De laatste liet in 1962 het kasteel slopen om te vervangen door een villa.

## Domein
Men betreedt het domein via een toegangshek uit 1875. Op het domein bevindt zich een alleenstaand kasteeltorentje dat uit de 16e eeuw stamt en mogelijk ouder is. De ijskelder is van 1880 en op het domein vindt men ook het koetshuis en de paardenstal van 1875, later omgebouwd tot conciërgewoning.
Er is een ommuurde moestuin en een oranjerie van 1908.